# Rudolf Pribiš
Rudolf Pribiš (Rajec, 19 marzo 1913 – Bratislava, 3 luglio 1984) è stato uno scultore slovacco importante esponente dell'arte slovacca del XX secolo e del realismo socialista in scultura.

## Biografia

### Formazione

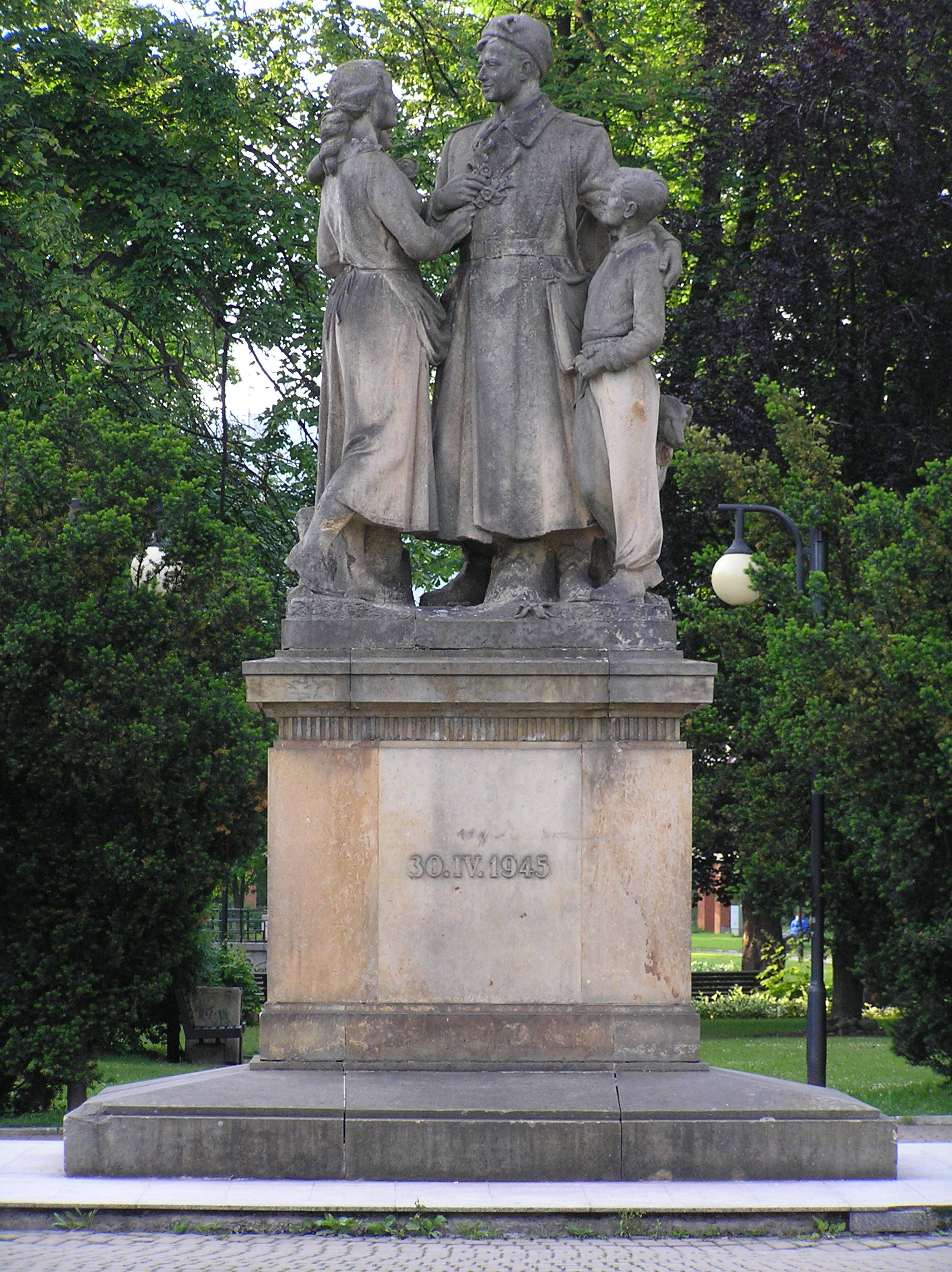
Memoriale per le vittime della guerra, Žilina

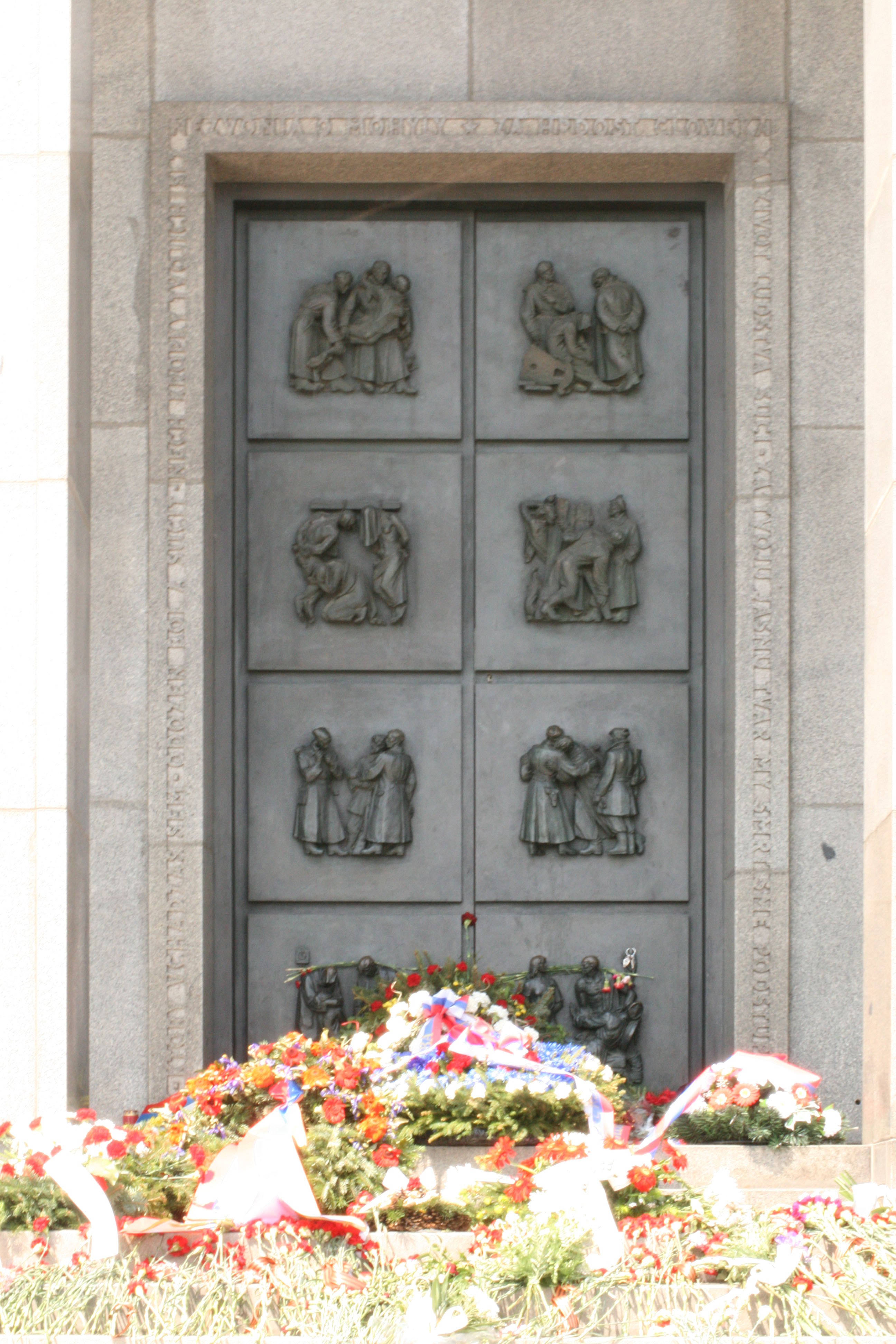
Porte bronzee per lo Slavín di Bratislava.

Frequentò la scuola elementare (1923) e il ginnasio di Trenčín (dal 1924 al 1931). Seguendo la tradizione familiare, apprese l'arte di confezionare medovník, tipici dolci al miele: il padre era infatti un fabbricante di perník, un tipo simile di dolci al miele. Agli inizi degli anni 1930 si trasferì a Praga per studiare medicina, dal 1931 proseguì fino al 1933, quando abbandonò la facoltà di medicina per dedicarsi alle belle arti. Frequentò il Dipartimento di disegno dell'Università Tecnica Ceca di Praga (1934) e in seguito l'Accademia di arti figurative (1935-1937), dove studiò sotto la guida del professor Otakar Španiel. 
Nel 1939 e nel 1940 proseguì gli studi al Dipartimento di disegno dell'Università tecnica slovacca di Bratislava, e allo stesso tempo si dedicò da professionista all'attività artistica. Dal 1945 ebbe l'opportunità di organizzare la vita artistica slovacca e dal 1950 fu insegnante presso la nuova Alta scuola di arti figurative di Bratislava, di cui fu anche rettore dal 1963 al 1968 e di nuovo dal 1971 al 1974.

### Attività artistica
Si dedicò alla medaglistica, ad esempio fu lui stesso a realizzare le insegne dei rettori e dei decani per l'Alta scuola di arti figurative di Bratislava. Fu il principale esponente della medaglistica slovacca. realizzò anche statue per complessi monumentali e per interni. Fra il 1975 e il 1982 fu stretto collaboratore dell'architetto Eugen Kramár, con cui realizzò opere per le piazze di alcune cittadine slovacche: Rajec, Rajecké Teplice, Stará Turá e Prievidza. 
Nel 1936 ottenne per il rilievo Pitva ("Sezione") il Secondo premio dell'Accademia di arti figurative in occasione della mostra degli studenti dell'Accademia. L'anno successivo ebbe il Primo premio per il rilievo "Sulla spiaggia". Le porte bronzee dello Slavín di Bratislava gli fruttarono nel 1970 il titolo di "Laureato di stato premio Klement Gottwald" e l'anno successivo lo Stato gli conferì il titolo di artista nazionale. 

## Opere (selezione)

### Statue
- Monumento alla liberazione di Žilina, 1955, Žilina
- Monumento ai caduti dell'Insurrezione nazionale slovacca, Námestie slobody, Prievidza (con l'architetto Štefan Lukačovič)
- Monumento alla liberazione, Dolný Kubín
- Porte bronzee della sala cerimoniale del Memoriale dell'Armata rossa allo Slavín di Bratislava
- Donna al bagno, Rajecké Teplice
- 1965-1966 Donna che riposa, statua nei giardini pubblici di Dudince
- 1979 Monumento ai liberatori, Stará Turá
- Monumento all'Insurrezione nazionale slovacca, Rajec

### Rilievi
- Centro trasfusioni di Bratislava (1958)
- Istituto superiore agrario e industriale J. A. Gagarin di Bernolákovo (1959)
- Ambasciata cecoslovacca a Pyongyang (1960-61)
- Rilievo sopraporta al Museo del Consiglio nazionale slovacco di Myjava
- Lapide commemorativa di Romuald Zaymus sulla canonica di Bytčica[1]
- Rilievo sulla tomba dei genitori, Rajec